# Punk Goes Metal
Punk Goes Metal fue el primer álbum recopilatorio en ser puesto a la venta como parte de Punk Goes..., una serie creada por Fearless Records. Son covers de canciones del género heavy metal hechos por bandas punk rock y fue puesto a la venta el 1 de agosto de 2000.

## Listado de canciones
| #   | Título                            | Intérprete        | Intérprete original | Duración |
| --- | --------------------------------- | ----------------- | ------------------- | -------- |
| 1.  | «Breaking the Law»                | Divit             | Judas Priest        | 2:09     |
| 2.  | «Talk Dirty to Me»                | Jughead's Revenge | Poison              | 3:26     |
| 3.  | «My Michelle»                     | AFI               | Guns N' Roses       | 3:33     |
| 4.  | «War Ensemble»                    | Bigwig            | Slayer              | 5:10     |
| 5.  | «Heaven»                          | New Found Glory   | Warrant             | 3:30     |
| 6.  | «Bark at the Moon»                | Strung Out        | Ozzy Osbourne       | 3:32     |
| 7.  | «I Remember You»                  | The Ataris        | Skid Row            | 3:38     |
| 8.  | «Harvester of Sorrow»             | Link 80           | Metallica           | 4:31     |
| 9.  | «Sexual Abuse»                    | Guttermouth       | St. Madness         | 3:56     |
| 10. | «T.N.T.»                          | Dynamite Boy      | AC/DC               | 3:19     |
| 11. | «Little Fighter»                  | Death By Stereo   | White Lion          | 4:09     |
| 12. | «Youth Gone Wild»                 | Swindle           | Skid Row            | 3:02     |
| 13. | «I Don't Know»                    | Turnedown         | Ozzy Osbourne       | 4:38     |
| 14. | «Looks That Kill»                 | Diesel Boy        | Mötley Crüe         | 3:46     |
| 15. | «Holy Wars... The Punishment Due» | Rx Bandits        | Megadeth            | 5:10     |
| 16. | «Love Song»                       | Ten Foot Pole     | Tesla               | 2:36     |
| 17. | «Why Rock?»                       | The Aquabats      | Leather Pyrate      | 4:52     |

- Datos: Q1931710